# Horst Siegl
Horst Siegl (* 15. Februar 1969 in Ostrov nad Ohří, deutsch Schlackenwerth) ist ein ehemaliger tschechischer Fußballspieler. Der Stürmer war viermal Torschützenkönig der tschechischen Meisterschaft.

## Spielerkarriere
Seine fußballerische Ausbildung erhielt der deutschstämmige Egerländer seit 1978 bei Slavia Karlsbad. 1987 wechselte er zum tschechoslowakischen Erstligisten Sparta Prag. Siegl war zwischen 1988 und 1990 elffacher tschechoslowakischer Juniorenauswahlspieler und erzielte dabei vier Tore. Nachdem er zwischen 1989 und 1990 bei RH Eger seinen Wehrdienst absolviert hatte, kehrte er 1990 zu Sparta zurück.
Im September 1995 ging Siegl auf Leihbasis nach Deutschland zum 1. FC Kaiserslautern, bei dem sich Olaf Marschall kurz nach Saisonbeginn an der Achillessehne verletzt hatte. Aufgrund des späten Transfers war er beim Vorjahresvierten im UEFA-Pokal 1995/96 bis zur Winterpause nicht spielberechtigt, wo die Mannschaft ohne sein Zutun im Oktober nach zwei Niederlagen gegen Betis Sevilla in der zweiten Runde des Wettbewerbs ausschied. Im Herbst des Jahres kam er unter Friedel Rausch in Bundesliga und DFB-Pokal regelmäßig zum Einsatz, beim Viertelfinalauswärtssieg beim FC 08 Homburg im November war er in der 117. Spielminute Matchwinner und führte die Mannschaft ins Semifinale des Pokalwettbewerbs 1995/96. Letztlich hatte er sich jedoch nicht als die gewünschte Verstärkung erwiesen, im Dezember holte der abstiegsbedrohte FCK mit Jürgen Rische vom Zweitligisten VfB Leipzig einen weiteren Stürmer und Siegl rückte endgültig ins zweite Glied. Im Pokal-Halbfinale kam er als Einwechselspieler nochmals gegen Bayer 04 Leverkusen zum Einsatz, beim Pokaltriumph gegen den Karlsruher SC blieb ihm ein Einsatz verwehrt. Nach einem Trainerwechsel zu Eckhard Krautzun im März 1996 war er zuvor auch in der Bundesliga nur noch vereinzelt zum Einsatz kommen. Nach dem mit dem erstmaligen Abstieg aus der Bundesliga verbundenen Ende der Spielzeit 1995/96, in der er bei 13 Meisterschaftseinsätzen ohne Torerfolg geblieben war, endete die Leihe.
Nach seiner Rückkehr zu Sparta Prag im Sommer 1996 zeigte Siegl wieder seine Torjägerqualitäten. In der Spielzeit 1996/97 mit 19 Saisontoren, in der Spielzeit 1997/98 mit 13 Saisontoren und in der Spielzeit 1998/99 mit 18 Saisontoren wurde er dreimal hintereinander Torschützenkönig der tschechischen Meisterschaft, die er mit dem Klub zudem jeweils gewann. Es folgten noch zwei weitere Titelgewinne, dabei reihte er sich zunächst mit elf Saisontoren als vereinsintern zweitbester Torschütze hinter dem doppelt so oft erfolgreichen Vratislav Lokvenc ein, ehe er in der Spielzeit 2000/01 mit elf Saisoneinsätzen nur noch Ergänzungsspieler war.
Im Jahre 2001 verließ Siegl Sparta und wechselte zum FK Marila Příbram. 2004 spielte er für Viktoria Pilsen und gehörte anschließend ab der Saison 2004/05 zum Aufgebot des FK SIAD Most. Im Jahr 2006 beendete er seine Profikarriere und ist seitdem Co-Trainer bei Sparta Prag. Sofern es die Zeit zuließ, spielte er für den Viertligisten Marila Votice. Anfang 2009 wechselte er zum FK Chmel Blšany. Dort beendete er im Jahr 2010 seine Laufbahn.
Der Stürmer schoss in 409 Spielen in der 1. tschechoslowakischen/tschechischen Liga 175 Tore. In 61 Pokalspielen erzielte er 13 Treffer. Zwischen 1991 und 1998 absolvierte Siegl 23 Spiele für die Fußballnationalmannschaften der Tschechoslowakei und ab 1993 Tschechiens, bei denen er sieben Mal ins gegnerische Tor traf. Siegl ist mit seinen in den 285 Spielen seit 1993 erzielten 124 Treffern Rekordtorschütze der Gambrinus Liga.

## Futsal
Nach seinem Karriereende im Profifußball spielt Siegl in unregelmäßigen Abständen Futsal für den tschechischen Erstligisten FC Benago Zruč nad Sázavou.

## Trainerkarriere
Siegl begann seine Trainerlaufbahn noch während seiner Spielerkarriere als Assistent von Zdeněk Ščasný beim FK Baník Most in der Saison 2005/06. Von 2006 bis Ende 2008 war der ehemalige Stürmer Co-Trainer bei Sparta Prag.